# Teófanes III de Jerusalém
Teófanes (em grego: Θεοφάνης; nascido: Karakallos, por volta de 1570, Arcádia - 5 de dezembro de 1644, Constantinopla, Império Otomano) foi Patriarca de Jerusalém e Toda a Palestina (1608-1644), era sobrinho do anterior Patriarca Sofrônio IV.
Suas atividades são mais conhecidas em 1619-1621, quando, após se encontrar com o Patriarca Timóteo II de Constantinopla, ele fez uma visita à Rússia e à Comunidade Polaco-Lituana.

## Biografia
O início da vida de Teófanes é amplamente desconhecido. Como sucessor de Sofrônio IV, Teófanes continuou a defesa de Sofrônio dos direitos ortodoxos aos santuários cristãos na Terra Santa. Em 1611, com um decreto do sultão otomano, Teófanes conseguiu impedir que os armênios assumissem a celebração do Fogo Sagrado.
Devido à gestão financeira descuidada dos monges sérvios que viviam no Mosteiro de São Savas, Teófanes foi forçado a vender relíquias sagradas de valor para evitar a entrega do mosteiro e seu metochion do Arcanjo aos latinos e armênios. Durante 1631 a 1634, o patriarca conseguiu obter uma série de firmans do sultão Murad IV que continuaram os de Mehmed II e Selim I, evitando assim as demandas do embaixador francês em Constantinopla.
Em abril de 1619, o Patriarca Teófanes viajou a Moscou para participar da entronização do Metropolita Filareto como Patriarca de Moscou em 1º de junho de 1619. Em agosto de 1620, quando voltava de sua visita a Moscou, o Patriarca Teófanes ergueu uma nova metrópole no território da Comunidade polonesa-lituana, a Metrópole de Kiev, Galícia e Toda a Rússia. Ele consagrou Jó Boretski como o primeiro metropolita e também outros bispos, durante uma parada em Kiev. Essas consagrações restauraram a hierarquia ortodoxa na área ocupada pelos bispos uniatas após a União de Brest em 1596, quando o metropolita Miguel Rohoza passou a apoiar a união.
Patriarca Teófanes repousou em 1644.